# Johanne af Frankrig
Johanne af Frankrig fransk: Jeanne de France, Jeanne de Valois; 23. april 1464 – 4. februar 1505), var kortvarigt dronning af Frankrig som hustru til Kong Ludvig 12. i tidsrummet mellem hendes bror Kong Karl 8.'s død og annulleringen af hendes ægteskab. Derefter trak hun sig tilbage til sit domæne, hvor hun snart grundlagde nonneklosterordenen Mariæ Bebudelsesordenen, hvor hun tjente som abbedisse. Fra denne orden sprang senere den religiøse menighed af de Apostoliske Bebudelsessøstre, der blev grundlagt i 1787 for at undervise de fattiges børn. Hun blev helgenkåret den 28. maj 1950 og er kendt i den romersk-katolske kirke som Sankt Johanne af Valois, O.Ann. M..

## Familie
Johanne blev født den 23. april 1464 på slottet tilhørende Pierre 2. de Brézé, en betroet støtte til hendes bedstefar, Kong Karl 7. af Frankrig, i Nogent-le-Roi i Grevskabet Dreux Amt. Hun var den anden datter af Kong Ludvig 11. af Frankrig og af hans anden hustru Charlotte af Savoyen. Hendes overlevende søskende var Kong Karl 8. af Frankrig og Anne af Frankrig. Kort efter hendes fødsel underskrev kongen en aftale om at gifte hende med hendes grandfætter Ludvig, hertugen af Orléans, senere Kong Ludvig 12. af Frankrig, som var 2 år gammel på det tidspunkt. Johanne blev født svagelig og deform. I Women Saints - Lives of Faith and Courage skriver Kathleen Jones, at Johanne havde en pukkel på ryggen og haltede, hvilket antydede, at hun havde krumning i rygsøjlen.
Ofte borte på kongelige pligter overlod Kong Ludvig sine døtre, Johanne og Anne, til baronen François de Linières og hans hustru, Anne de Culan. Parret, der var barnløst, kastede al deres kærlighed på Johanne. De tog hånd om hendes uddannelse og fik hende undervist i både poesi og matematik, maleri, broderi og hvordan man spiller lut.
Parret var også trofaste katolikker og indgyde et solidt trogrundlag i troen i medlemmerne af deres husstand. I en ung alder bad hendes far hende om at navngive den skriftefader, hun ønskede. Hun gav ham det eneste navn, hun kendte, munken Jean de La Fontaine, formynderen af det franciskanske munkekloster i Amboise. Kongen godkendte hendes valg og udnævnte munken til denne post. På trods af afstanden mellem dem, rejste han regelmæssigt for at høre prinsessens bekendelser. Johanne begyndte at udvikle en stærk glæde ved bøn og ville tilbringe lang tid i borgkapellet. Baronen støttede hende i dette og fik anlagt en brolagt sti mellem borgen og kapellet for at gøre det lettere at gå i dårligt vejr. Under munkens vejledning blev hun optaget i Franciskanerordenen.
I 1471 beordrede Kong Ludvig 11. at katekismem om at recitere Hil dig, Maria for fred skulle praktiseres i hele kongeriget. Johanne havde en stærk tilknytning til netop denne bøn. Hun skrev senere, at det var i samme år, hun havde modtaget en profeti fra Jomfru Maria, at hun en dag skulle grundlægge et religiøst samfund til ære for Vor Frue.

## Ægteskab
I 1473 havde Kong Ludvig underskrevet ægteskabskontrakter for sine døtre. Den 8. september 1476, i en alder af 12 år, blev Johanne gift med den unge Ludvig, hertug af Orléans i Montrichard. Ludvig af Orléans blev tvunget til at blive gift med sin handicappede og angiveligt sterile kusine Johanne. Dermed håbede Ludvig 11. at gøre en ende på Orléans-sidegrenen af Huset Valois. Ludvig var utilfreds med tvangsægteskabet, og hans behandling af sin nye hustru afspejlede dette.
Kong Ludvig døde i 1483 og blev efterfulgt af sin søn Karl, men da han stadig var et barn, blev hans søster, Anne, gjort til regent i kongeriget. I 1484 havde hertugen indledt en række militære felttog mod kongeriget. Dette varede indtil 1488, hvor han blev taget til fange af de kongelige styrker. I denne periode fik han far til en uægte søn, Michel de Bussy, som senere blev udnævnt til biskop af Bourges. Johanne administrerede hans domæne under hans fangenskab, særligt de italienske byer Milano og Asti. Johanne, der forestillede sig dyder i sin mand, der ikke eksisterede, anstrengte sig for at mildne hans lidelser og for at få ham frigivet. Hertug Ludvig blev frigivet i 1491. Inden for få år ledsagede han Kong Karl på sit militære felttog i Italien.
Da Ludvig besteg tronen i april 1498 efter Johannes bror Kong Karl 8.'s død i en ulykke, appellerede han til paven for at annullere ægteskabet så han kunne gifte sig med den afdøde konges enke, Anne af Bretagne, i håb om at annektere Hertugdømmet Bretagne til den franske krone.
I det, der er beskrevet som "en af tidens mest beskidte retssager", argumenterede Ludvig ikke, som man ellers kunne forvente, ægteskabet for at være ugyldigt på grund af blodsslægtskab (den udbredte undskyldning for opløsning af et ægteskab på det tidspunkt tid). Ludvig hævdede, at han havde været under den lovlige alder af samtykke (fjorten år) til at gifte sig, og at ægteskabet aldrig var blevet fuldbyrdet på grund af hendes fysiske deformitet, og han gav en rig række af detaljer om, hvordan hun var misdannet. Johanne kæmpede ikke overraskende hårdt mod denne upålidelige anklage og indkaldte vidner, der havde hørt Ludvig prale af at have "besteget sin hustru tre eller fire gange i løbet af natten." Ludvig hævdede også, at hans seksuelle præstation var blevet hæmmet af hekseri. Johanne svarede ved at spørge, hvordan han i så fald var i stand til at vide, hvordan det var at prøve at elske hende. Johanne ville sandsynligvis have vundet, for Ludvig sag var overordentlig svag, men Pave Alexander 6. var forpligtet af politiske grunde til at give annulleringen.
Undersøgelseskommissionen, der var blevet udpeget af paven, konstaterede, at ægteskabet med Johanne var ugyldigt på grund af manglende samtykke, og at det aldrig var blevet fuldbyrdet. I overensstemmelse hermed dømte han mod dronningen. Annulleringen blev erklæret den 15. december 1498. Johanne trådte til side og sagde, at hun ville bede for sin tidligere mand. Hun blev hertuginde af Berry og trak sig tilbage til Bourges, hertugdømmets hovedstad.

## Religiøst liv og helgenkåring
Da hun først var bosat i sit nye domæne, betroede Johanne sig til sin åndelige vejleder, den salige Gabriel Mary, O.F.M., sit kald til klosterlivet. Han støttede hende i dette projekt, og hun begyndte at lægge planer for Mariæ Bebudelsesordenen, en ny lukket religiøs orden til ære for Mariæ Bebudelse (en engels erklæring til Jomfru Maria, at hun skulle være mor til Jesus, selvom hun var en jomfru). Det blev oprettet som en uafhængig filial af de clarisserordenen. I maj 1500 havde hun modtaget 11 postulanter, kernen i den nye orden. Livsreglen, hun havde skrevet til ordenen, blev godkendt den 12. februar 1502 af pave Alexander. Bygningen af det første kloster begyndte året efter. På Pinsedag 1504 forpligtede Johanne og broder Gabriel Mary sig personligt til at følge reglen og etablerede sig dermed som medstiftere af ordenen. Den 21. november samme år, på festdagen for Den salige Jomfru Marias tempelgang, forpligtede Johanne og de andre kvinder sig offentligt og lovmæssigt til Ordenen.
Johanne døde den 4. februar 1505 og blev begravet i kapellet i Mariæ Bebudelses-klostret i Bourges. Hendes grav blev imidlertid forstyrret, og hendes lig, der blev fundet uforstyrret på det tidspunkt, blev brændt af huguenoterne under deres plyndring af Bourges den 27. maj 1562. Kort efter hendes død skete der mirakler og helbredelser, der blev tilskrevet hende. Sangen for hendes helgenkåring blev åbnet i 1631, og Pave Benedikt 14. saligkårede hende den 21. april 1742. Hun blev helgenkåret den 28. maj 1950 af Pave Pius 12.

## Eftermæle
Nonnerne af Mariæ Bebudelsesordenen opretholder stadig deres levevis i klostre i Frankrig, Belgien, Costa Rica og Polen. De religiøse søstre tjener i Belgien, Burundi, Cameroun, Den Demokratiske Republik Congo, Frankrig og Guatemala.